# Refrigerador de Einstein

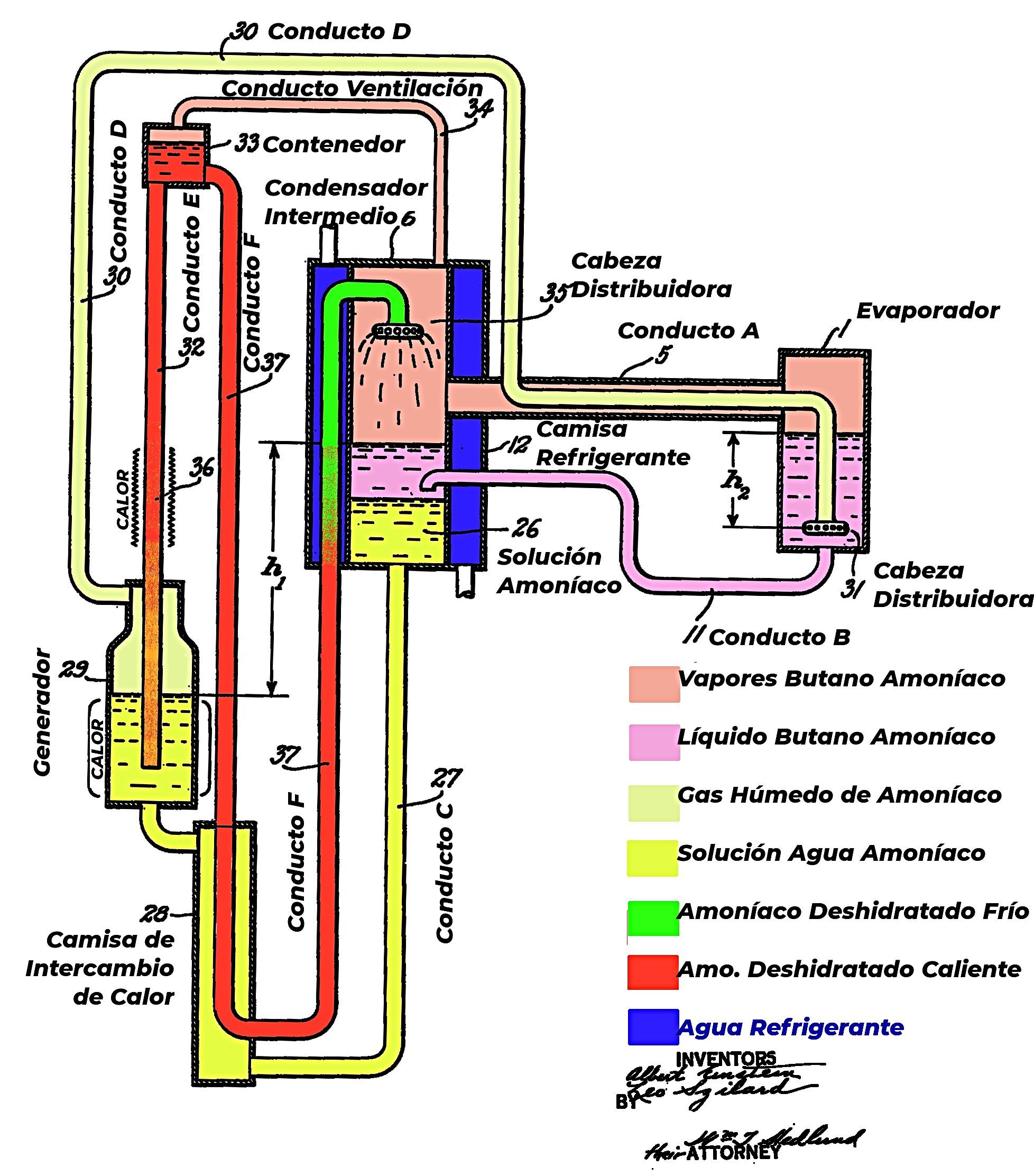
Versión esclarecida y coloreada funcional del refrigerador de Einstein/Szilard con anotaciones de P. Brandon Malloy. Subido y traducido al castellano por Alberto A. Schiano

El refrigerador de Einstein o de Einstein–Szilard es un refrigerador de absorción carente de partes móviles. Funciona a una presión constante, y solo necesita una fuente de calor. Inventado en 1926 por Albert Einstein y su antiguo alumno Leó Szilárd. Obtuvieron su patente en Estados Unidos el 11 de noviembre de 1930 (Patente USPTO n.º 1,781,541).
Es un diseño alternativo del invento original de 1922 de los inventores suecos Baltzar von Platen y Carl Munters. 

## Historia
Desde 1926 hasta 1934 Einstein y Szilárd colaboraron en maneras de mejorar la tecnología de refrigeración doméstica. Ambos fueron motivados por informes de prensa de la época sobre una familia de Berlín que había muerto cuando el sello en sus instalaciones falló y llenó de humo su hogar. Einstein y Szilárd propusieron que un dispositivo sin partes móviles eliminaría el potencial de rotura de sellos, y exploraron aplicaciones prácticas para diferentes ciclos de refrigeración. Einstein utilizó la experiencia que había adquirido durante años en la Oficina de Patentes suiza para postular patrones para sus invenciones en varios países. A ambos se les concedieron 45 patentes en sus nombres para tres diferentes modelos. Se ha sugerido que el inventario fue realizado exclusivamente por Szilárd y que la labor de Einstein se relacionó más con la asesoría en materias de tramitación de patentes, pero otros aseguran que Einstein trabajó efectivamente en el proyecto.
El frigorífico no se pudo poner en venta comercial; la más prometedora de sus patentes fue rápidamente adquirida por la compañía sueca Electrolux. Einstein y Szilard ganaron 750 dólares (el equivalente de $10 000 de hoy en día). Unas pocas unidades de muestra se han construido a partir de otros modelos patentados.

## Desarrollos recientes
En septiembre de 2008 se informó que Malcolm McCulloch de la Universidad de Oxford encabezaba un proyecto trianual para desarrollar dispositivos más robustos que se podrían usar en lugares sin acceso a electricidad, y que el equipo había completado el prototipo. Mejorando el diseño y cambiando los tipos de gases utilizados podría permitir que la eficiencia del diseño del modelo se cuadruplicaría. Un dispositivo de refrigeración similar fue propuesto por Adam Grosser en TED Talks en 2008.
En el año 2016, Will Broadway ganó el premio de diseño James Dyson por desarrollar un sistema de refrigeración de vacunas basado en esta tecnología.